# Stadion hrvatskih branitelja
Stadion hrvatskih branitelja je stadion hrvatskog Nogometnog kluba Kiseljak u Bosni i Hercegovini. Nalazi se u ulici Obala hrvatske mladeži u Kiseljaku, a kapacitet mu je oko 3 000 mjesta. 

## Povijest
Stadion je sagrađen 1921. godine za potrebe tada osnovanoga nogometnoga kluba Viktorija: taj je klub 1945. godine preimenovan u NK Kiseljak, pa je i stadion u doba SFR Jugoslavije bio nazivan imenom kluba. Poslije Domovinskoga rata ime stadiona promijenjeno je u Stadion hrvatskih branitelja.
Općina Kiseljak iz svojega proračuna izdvaja 200 000 konvertibilnih maraka za športsku infrastrukturu. U lipnju 2017. godine, započela je izgradnja tribine na Stadionu hrvatskih branitelja i uređivanje svlačionica po standardima UEFA-e.

## Vanjske poveznice
- Facebook stranica Stadiona hrvatskih branitelja u Kiseljaku (BiH)